# Dupa Słonia
Dupa Słonia – skała w Dolinie Będkowskiej na Wyżynie Krakowsko-Częstochowskiej. Pod względem administracyjnym znajduje się na terenie wsi Łazy w województwie małopolskim, w powiecie krakowskim, w gminie Jerzmanowice-Przeginia. Skała znajduje się w środkowej części Doliny Będkowskiej, przy Brandysowej Polanie powstałej z rozszerzenia bocznego wąwozu łączącego się z dnem doliny po orograficznie prawej stronie potoku Będkówka.

## Toponimia
Przez miejscową ludność skała nazywana była Zamczyskiem. Nazwa Dupa Słonia została wprowadzona przez wspinaczy w latach 70. XX wieku, a utworzona została od nazwy jednej z najtrudniejszych wówczas dróg wspinaczkowych. Z czasem upowszechniła się do tego stopnia, że wyparła starą miejscową nazwę Zamczysko. Od niedawna wprowadzana jest nowa nazwa – Będkowska Baszta.

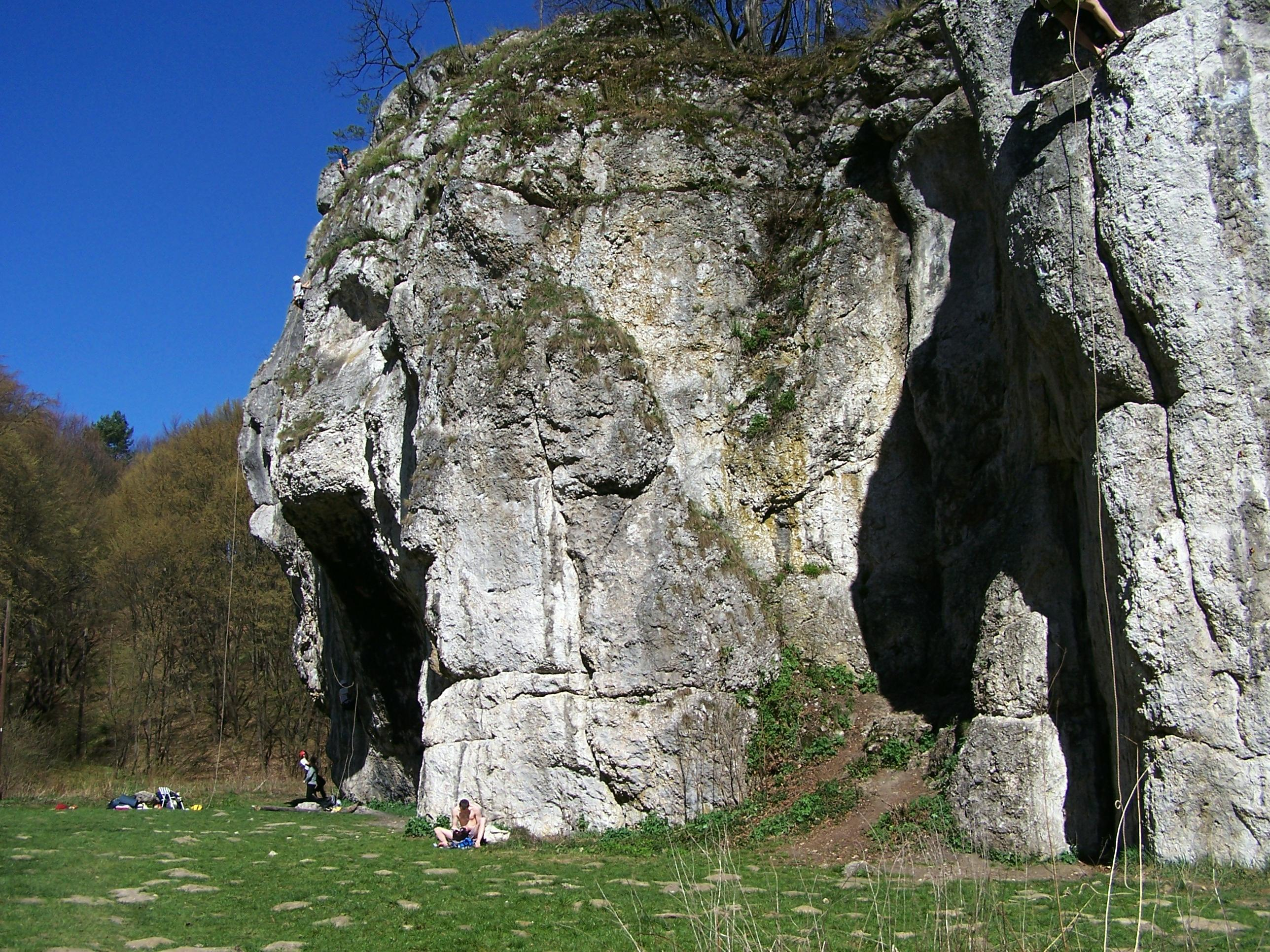
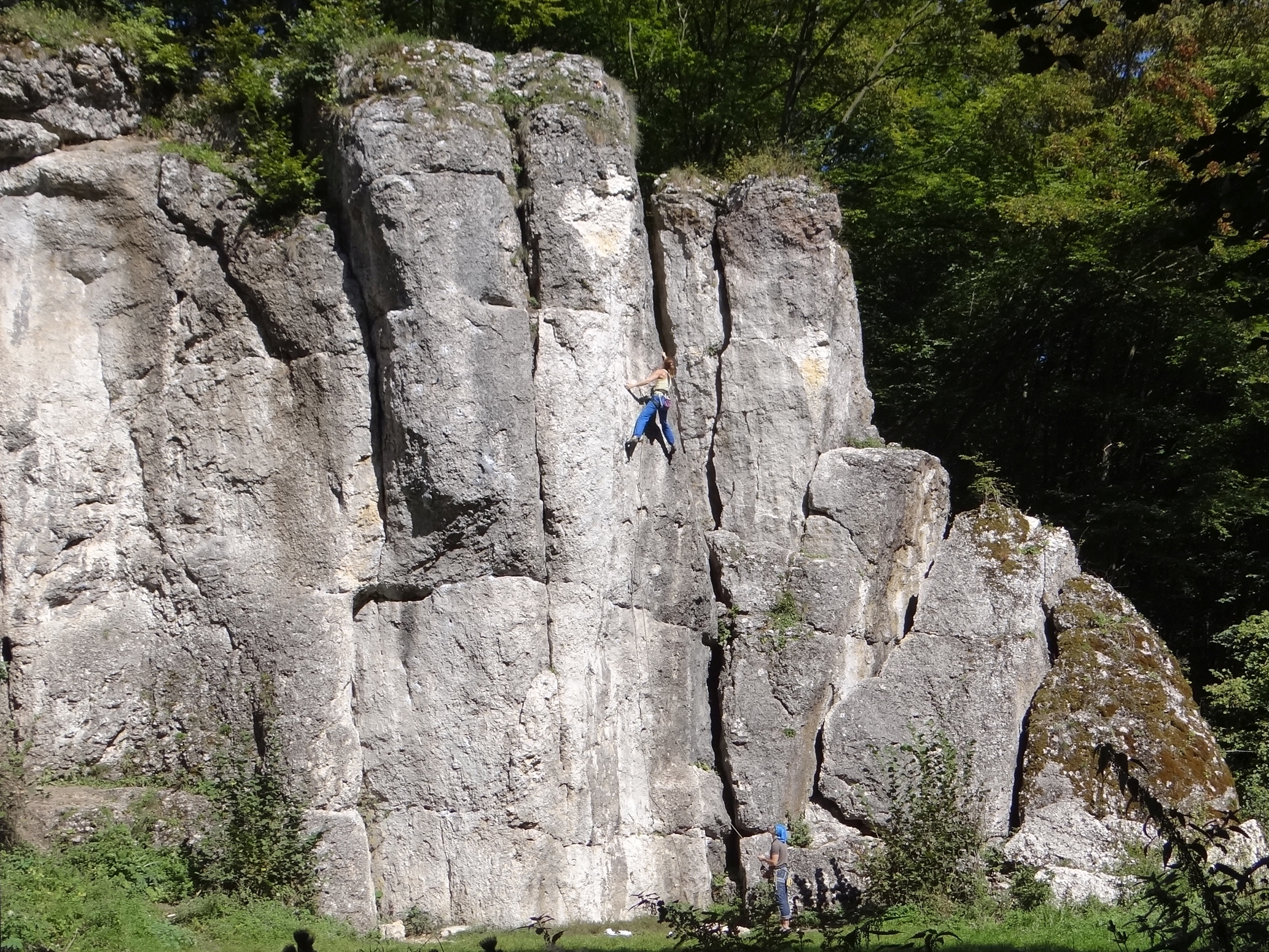
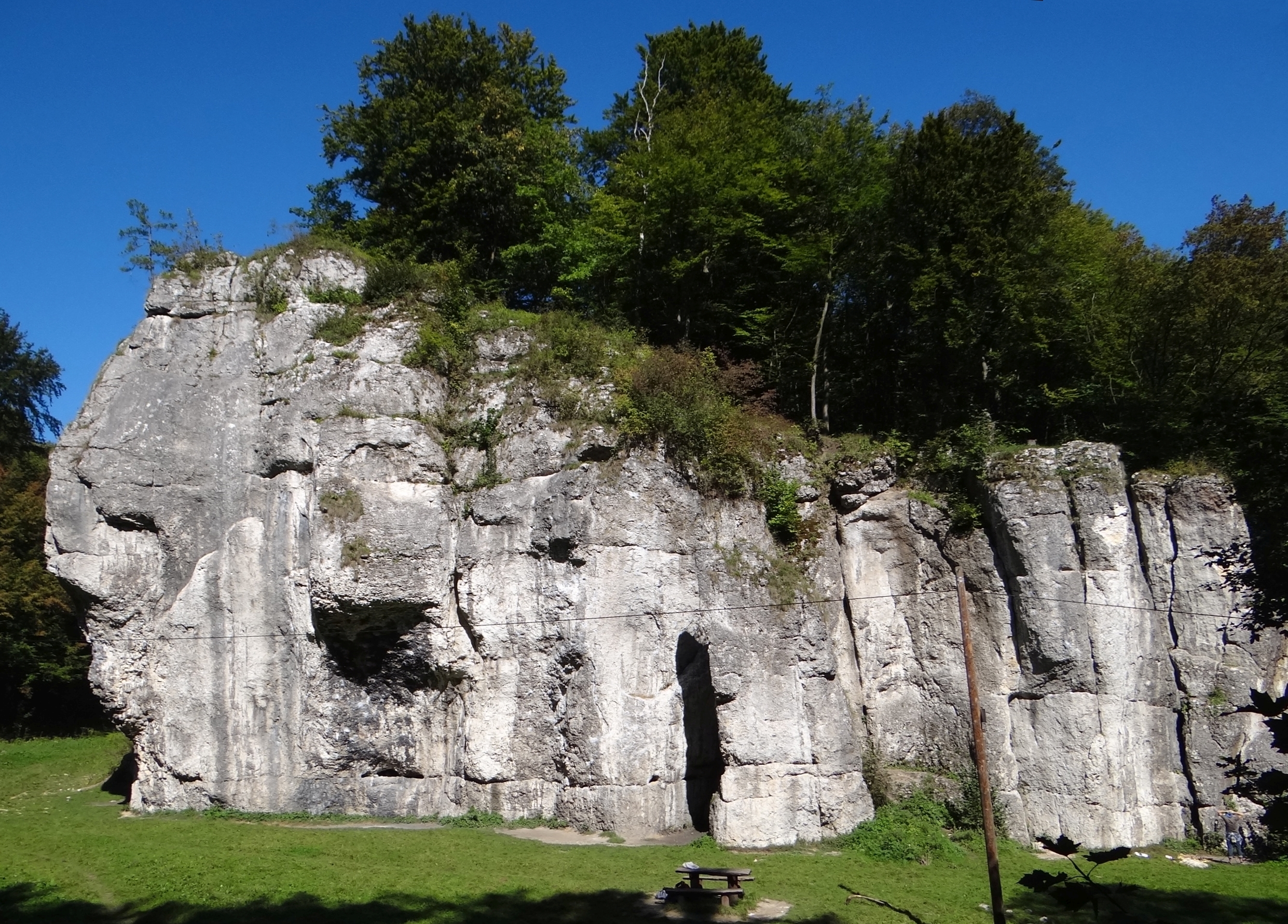
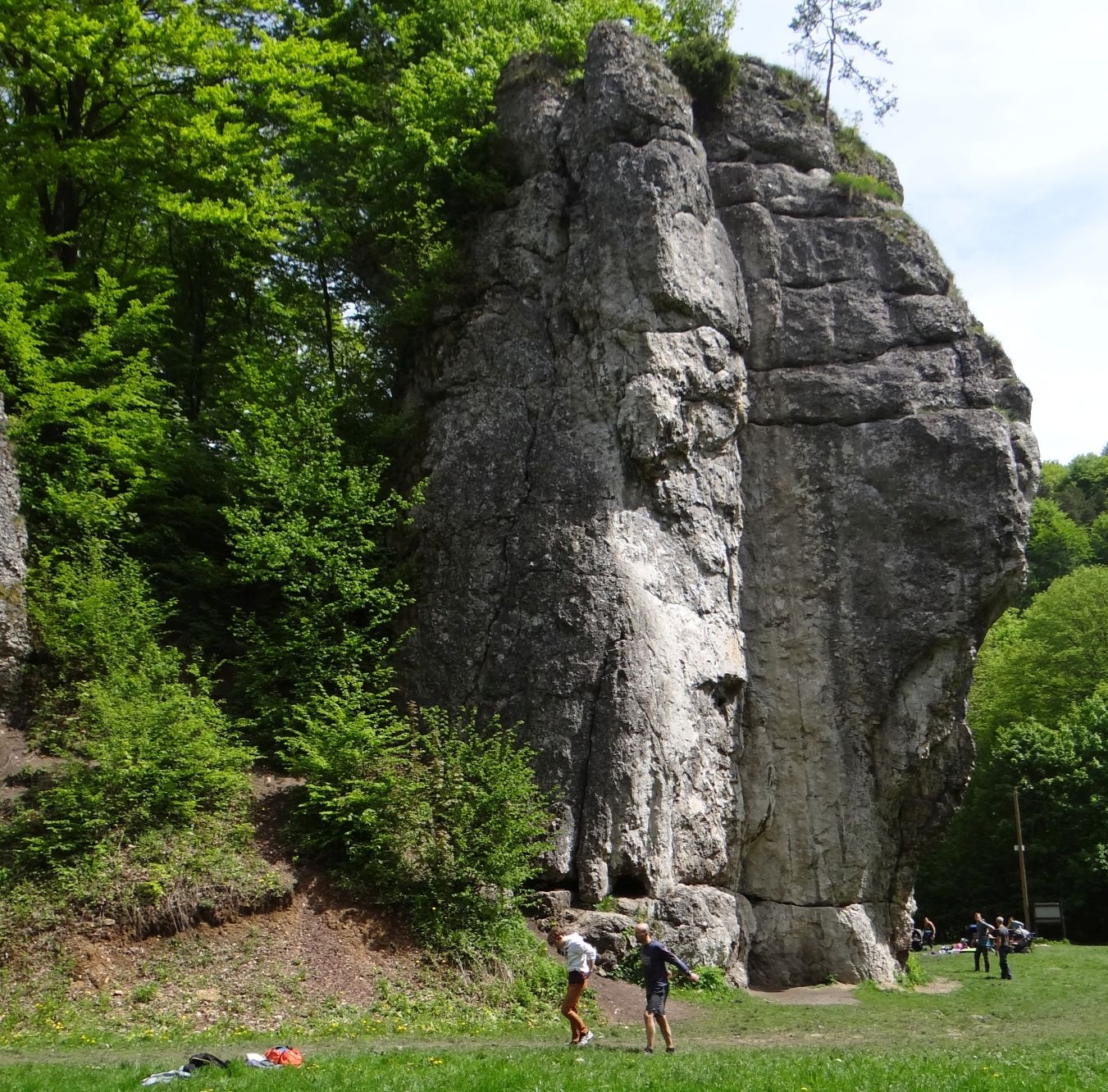
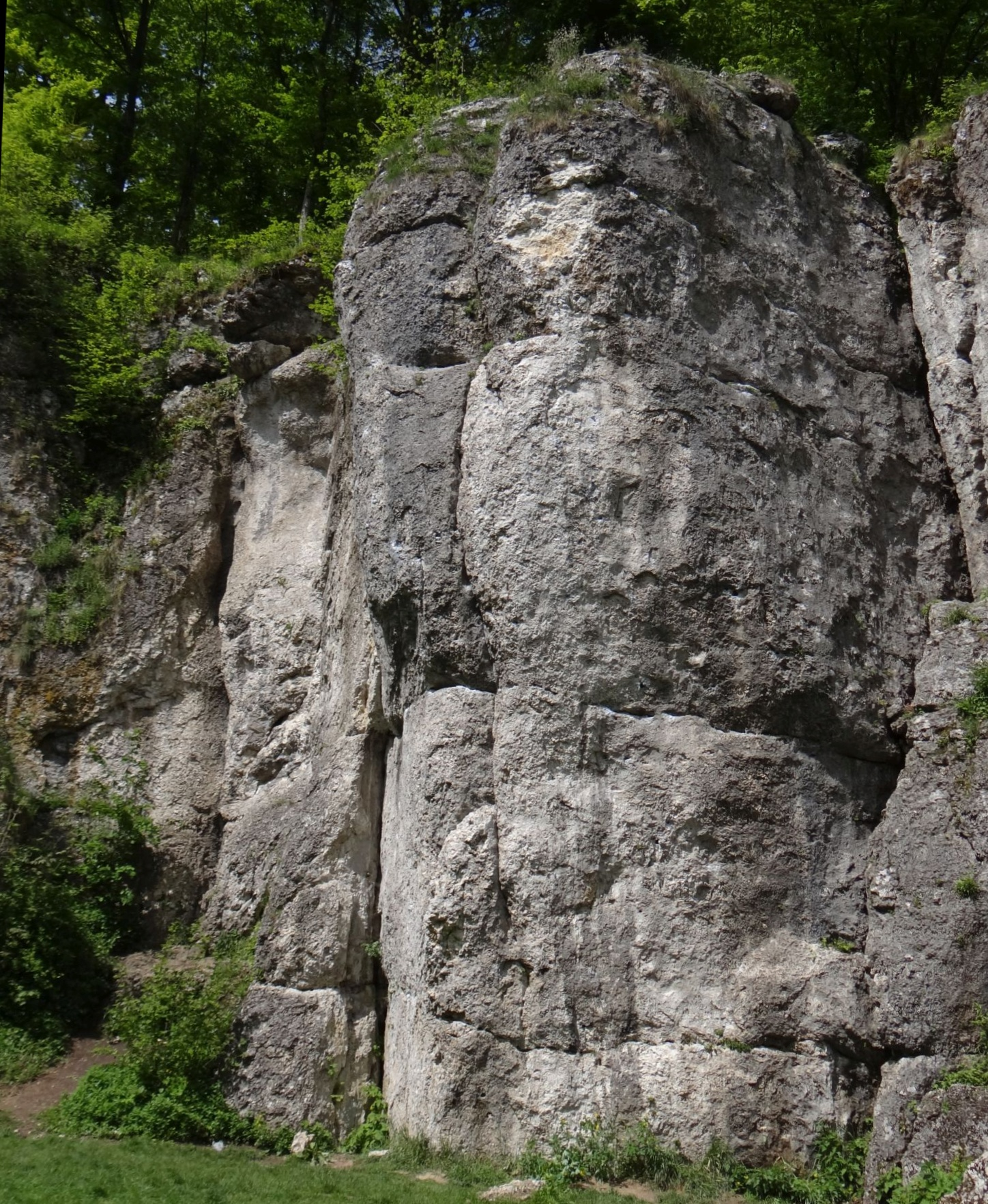
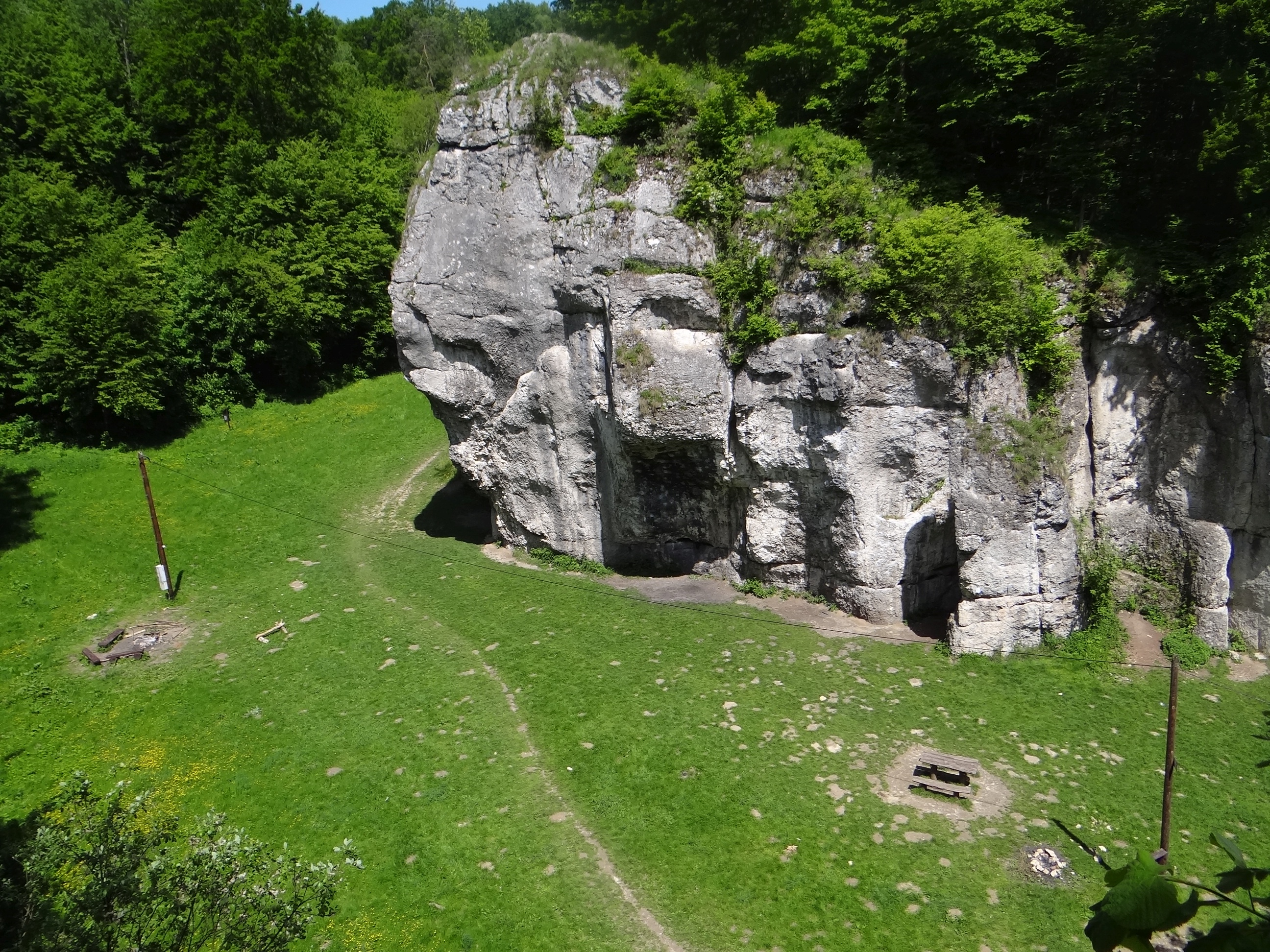

## Drogi wspinaczkowe
Dupa Słonia zbudowana jest z późnojurajskich wapieni. Jest jedną z kilku skał tworzących kompleks Dupa Słonia (pozostałe to Lipczyńska, Płaska Turniczka, Babka i Dupeczka). Mają wysokość 10–20 m i wszystkie są obiektami wspinaczki skalnej. Łącznie jest na nich 97 dróg wspinaczkowych o bardzo zróżnicowanym stopniu trudności – od III do VI.6 w skali Kurtyki. W kwietniu 2007 r. staraniem Polskiego Związku Alpinizmu na Dupie Słonia wymieniono lub uzupełniono asekurację. Asekuracja uzupełniana była także później. Obecnie wszystkie drogi mają dobrą asekurację. 
Na orograficznie lewym (północnym) skraju Brandysowej Polany są cztery skały. W kolejności od góry na dół są to: Lipczyńska, Dupa Słonia, Płaska Turniczka i Babka. Na Dupie Słonia wspinacze skalni wyróżnili kilka sekcji. W kolejności od zachodu na wschód są to: Płyta Sasa i Ściana Luster, Murarze I, Murarze II, Murarze III, Pierwszy Filarek, Pierwszy Filarek II. Łącznie jest na nich 66 dróg wspinaczkowych oraz jeden projekt. Wszystkie mają zamontowane stałe punkty asekuracyjne: ringi (r), haki (h), stanowisko zjazdowe (st) lub ring zjazdowy (rz). 

Płyta Sasa i Ściana Luster
1. Fischer-Łapiński; 7r + st, V, 19 m
2. Nadchodzi zima; 6r + st, VI, 19 m
3. Wichry zimy; 6r + st, VI+, 19 m
4. Wielka niewiadoma; 6r + st, VI.1+, 20 m
5. Lewa Płyta Sasa; 9r + st, VI.2, 20 m
6. Płyta Sasa; 8r + st, VI+/1, 20 m
7. Prawa Płyta Sasa; 9r + st, VI.2, 20 m
8. Wysoki komin wprost; 11r + st, VI, 20 m
9. Wysoki komin; 7r 	VI-, 20 m
10. Jesionka; 9r + st, VI.1+, 20 m
11. Pożegnanie jesieni; 9r + st, VI.5+, 20 m
12. Nienasycenie; 8r + st, VI.4+/5, 20 m
13. Primadonna; 7r + st, VI.4, 20 m
14. Wielka Dupa Słonia; 6r + st, VI.2, 20 m
15. Nienasycona dupa primadonny; 9r + st, VI.5, 20 m

Murarze I
1. Massive Attack; 9r + st, VI.4, 20 m
2. Okapik 22 lipca; 8r + 1h + st, VI.3, 20 m
3. Małpie ryski; 8r + 1h + st, VI.2, 22 m
4. Dupiate ryski; 11r + 1h + st, VI.2+, 24 m
5. Dupiaty śpiew; 13r + st, VI.4, 20 m
6. Lekcja śpiewu; 11r + st, VI.4+, 21 m
7. Wino i śpiew; 6r + st, VI.4+, 14 m
8. Niepokalana nekrofilia; 9r + st + rz, VI.5+, 20 m
9. Ogród rozkoszy ziemskich; 5r + st, VI.6+, 20 m
10. Wahadełko; 5r + st, VI.4/4+, 12 m
11. Sodomia doskonała; 7r + st, VI.5+, 20 m
12. Metamorfoza furmana; 9r + 2st, VI.4/4+, 20 m
13. Murarz IV – Reaktywacja; 7r + st, VI.4+, 18 m
14. Murarz V – Przebudzenie; 11r + st, VI.5+, 21 m

Murarze II
1. Murarz IV – Reaktywacja; 7r + st, VI.4+, 18 m
2. Murarz III – Koniec epoki; 6r + st, VI.5, 16 m
3. Projekt; 6r + st, 16 m
4. Murarz II – Decydujące starcie; 6r + st, VI.5+/6, 16 m

Murarze III
1. Mała Dupa Słonia; 4r + st, VI.1+, 16 m
2. Młodzież wszechpolska; 4r + st, VI.1, 16 m
3. Trudno i darmo; 6r + st, VI.3+/4, 16 m
4. Próba Turinga; 7r + rz, VI.6+, 16 m
5. Lewy meningitis; 5r + st, VI.3, 16 m
6. Prawy meningitis; 6r + st, VI.2+/3, 16 m
7. Spotkanie z mistrzem; 6r + st, VI.4, 16 m
8. Obywatel Scurvy; 7r + st, VI.3+, 16 m
9. Obywatel Scurvy wprost; 6r + st, VI.3+/4, 16 m
10. Nagły atak murarza; 6r + st, VI.5/5+, 16 m
11. Jedna chwila dla debila; 4r + st, VI, 12 m
12. Murarz dla ubogich; 5r + st, VI.4, 16 m
13. Młodzież wszechpolska; 4r + st, VI.1, 12 m

Pierwszy Filarek
1. Suchy komin; 3r + st, V+, 14 m
2. Póltorak straszliwy; 4r + st, VI.2, 14 m
3. Żółta rysa; 2, IV+ , 14 m
4. Chłopcy z Nowego Prokocimia; 3r + rz, VI.1+, 14 m
5. Dulferek; 4r + st, VI-, 14 m
6. Mędrcy Tralfamandrii; 5r + st, VI.4+, 14 m
7. Pierwszy filarek; 4r + st, VI.1+, 14 m
8. Błękitny srom; 4r + st, VI.4+, 14 m
9. Będkowski playboy; 5r + st, VI.4+/5, 14 m
10. Szeroka rysa; 2r, V+, 14 m
11. Sergio Leone; 3r + st, IV, 14 m
12. Dobra; 5r + st, VI.2+, 14 m
13. Zła; 5r + st, VI.2, 13 m
14. Brzydka; 3r + st, III, 13 m

Pierwszy Filarek II
1. Będkowski playboy; 5r + st, VI.4+/5, 14 m
2. Kakofonia; 5r + st, VI.2+, 14 m
3. Fonia; 5r + st, VI.1+, 14 m
4. Traviata; 5r + st, VI+, 14 m
5. Symfonia; 5r + st, VI.1, 14 m
6. Komin Pokutników; 5r + st, IV, 14 m
7. Szeroka Rysa; 2r, V+, 14 m[5].